# MICHIKO (プロレスラー)
MICHIKO（みちこ、1993年6月16日 - ）は、日本の女子プロレスラー。

## 所属
- センダイガールズプロレスリング（2014年 - 2019年）
- フリーランス（2019年）
- スターダム（2019年 - 2020年）
- フリーランス（2020年 - 2021年）
- GLEAT （2021年 - ）

## 経歴・戦歴
- 短大在学中、九州産業大学プロレス研究会にてトマホークT.Tを捩ったトマホークM.Mのリングネームで活動。

2014年
- 7月、センダイガールズ入門。同団体の練習生は4年ぶりだった[1]。きっかけは博多スターレーン担当者から里村明衣子代表への電話[2]。
- 9月15日、大阪大会で公開プロテストを受けて合格[3]。里村は「（当日参戦した）コグマ・はづき蓮王（いずれもスターダム）のライバルに育てる」と宣言。
- 11月24日、博多スターレーンにて木村響子戦でデビュー、逆エビ固めで敗れる[3]。

2015年
- 3月11日、新宿FACE大会で田中盟子を相手にシングルを行い逆エビ固めでプロ初勝利。
- 7月31日、プロレスリングWAVE主催の興行YOUNG OH! OH!に参戦。これが初他団体への参戦となる。真利杏（スポルティーバ）と組み、小林香萌&長浜浩江組と対戦も、真利杏が小林に敗れる[4]。
- 9月17日、記者会見で同年10月11日開催の仙台サンプラザホール大会からリングネームを“カサンドラ宮城”に改名することが発表された。命名の経緯は、2015年9月放映の『サンドのぼんやり〜ぬTV』（TBCテレビほか）・「乙女限定・お悩み相談しナイト」の回でサンドウィッチマンと、仙台で活動中の占い師・白鳳占子さんに「ヒールになりたい」旨を相談して魔王の妃を意味する「カサンドラ」の名前を命名された。他にも候補としては長州力、トヨタカローラ宮城、リュウ宮城（“りゅうぐうじょう”と読ませる）など、多数の候補があった。後日の放送ではキャッチコピーも考えることになり、里村のアイデアで“宮城の悪妃”というキャッチコピーがつけられた。さらに一人称が某（それがし）に変わった。
- 10月11日、宮城倫子ラストネーム戦 シングルマッチを長浜浩江と行い引き分けに終わる。第5試合ではカサンドラ宮城デビュー戦を行いアジャ・コングとタッグを組みワールド女子プロレス・ディアナのSareee&田中盟子と対戦し田中にバックドロップを決めて勝利。同デビュー戦はインタビューも含めてサンドのぼんやり〜ぬTVでも一部放映された。

2016年
- 10月16日、デビューシングル「不不不、、、」を発売。同曲の歌詞の一部をサンドのぼんやり〜ぬTVにてサンドウィッチマンも考案。仙台サンプラザホール大会にて披露。

2018年
- 12月28日に、翌年1月末をもって退団しフリーとなることが発表された[5]。

2019年
- 2月1日、リングネームをアンドラス宮城に改名。退団後はスターダム、KAIENTAI DOJO、ガンバレ☆プロレスに参戦。スターダムでは大江戸隊に所属。
- 5月5日付でスターダムに入団。
- 11月23日の新木場大会で大江戸隊を裏切り、以後一匹狼として行動する。

2020年
- 1月12日の清水大会のタッグマッチ（ジュリア・宮城vsジャングル叫女・小波）を最後にスターダムの興行に出場しなくなる。
- 2月12日、プロフェッショナルレスリングJUST TAP OUT新木場大会に乱入。自ら失業したと発表した。スターダムからの公式な発表はないが、公式プロフィールも削除されている。また公式ツイッターも一旦削除後に新しく開設され、「フリーランスのプロレスラー」と記されている[6][出典無効]。
- スターダム退団後は、JUST TAP OUT、プロレスリングWAVEの他、アクトレスガールズに素顔である「宮城倫子」として参戦している。

2021年
- 5月26日、GLEAT新宿大会、GLEAT X（当日発表）で宮城倫子で登場。GLEAT初参戦となる。
- 6月27日、センダイガールズプロレスリング新潟大会に響とともに乱入。センダイガールズ参戦NGを解禁求めるも、岩田美香から蹴散らされ響とともに退場させられた。
- 7月1日、GLEAT旗揚げ戦「GLEAT Ver.1」TDCホール大会に参戦し、井上京子と対戦。またGLEAT初の女性所属選手として入団がアナウンスされた。
- 7月11日、センダイガールズプロレスリング後楽園ホール大会にて約4年ぶりに仙女参戦、響とタッグを組み岩田美香&愛美組と対戦、場外戦駆使し響の勝利をアシストした。
- 8月4日、GLEAT「G PROWRESTLING Ver.1」大阪アゼリア大正ホール大会において、アクトレスガールズの入江彩乃と対戦し勝利、GLEAT入団後初勝利となった。
- 10月9日、GLEAT「LIDET UWF Ver.1」新宿FACE大会にて、LIDET UWFルールで福田茉耶と対戦。初のUWFルールとなり福田からダウンを奪われるも、順調にロストポイントを稼ぎ、最後はチョークスリーパーでギブアップ勝ちを収める。
- 10月21日、センダイガールズプロレスリング宮城大会にて、響とタッグを組み岩田美香&愛海組を下し、センダイガールズワールドタッグ王座を奪取した。

2022年
- 3月5日、GLEAT「LIDET UWF Ver.2」新宿FACE大会にて、LIDET UWFルールでマドレーヌと対戦するが、チョークスリーパーで敗れる。

2023年
- 4月12日、後楽園ホール大会にて、ウナギ・サヤカとの敗者GLEAT追放マッチに敗北。以降、GLEATからは遠ざかりつつアイスリボンの大会に出場する。
- 6月7日、GLEAT後楽園ホール大会にてAoiを引き連れ登場。細川ゆかりとウナギ・サヤカ襲撃し二人に宣戦布告。GLEATではほぼベビーフェイスのような立場でいたが、実質ヒールターンとなる。
- 7月1日、「GLEAT ver.6」にて、Aoi、世羅りさ、ジャナイ・カイと共にユニット結成を宣言。
- 8月4日、「GLEAT ver.MEGA」にて、MICHIKOに改名し入場曲も一新。立ち上げたユニット名を「DIAMOND EGOIST」と発表。
- 10月1日、スターダム後楽園ホール大会のメイン終了後に乱入し、ジュリアを襲撃して宣戦布告。

## 人物
- 好きな食べ物は焼鳥の砂ずり。入門して間もない頃、テレビ東京のバラエティ番組『モヤモヤさまぁ〜ず2』（2014年8月10日放送）が仙女の道場を訪問した際にスナズリのリングネームが提案されたが、却下された。なお、2016年10月9日放送の同番組に「カサンドラ宮城」としてVTR出演し、その変貌ぶりでさまぁ〜ずや狩野恵里を驚かせた。
- 九州造形短期大学（現：九州産業大学造形短期大学部）を卒業しており絵が非常にうまく、仙女入団後は団体グッズ等のデザインも受け持ち、宮城によるデザインのLINEスタンプなどもある。「ミヤギノミチコ」名義でコミックマーケットにも出品をしているほか、イラストオンリーのツイッターのアカウントも存在する。また『キン肉マン』の大ファンでもある。
- 幼少期の細川ゆかりに「カサンドラ軍に入れてあげる」とプロレス会場で声を掛けている。細川はこれに感動し、プロレスラーを目指すきっかけとなっている。2021年9月、細川がGLEAT入団したことにより同僚になっている。

## 得意技
ハリケーンドライバー
ツームストンパイルドライバー
人でなしドライバー

## タイトル歴
センダイガールズ
- センダイガールズワールドタッグチームチャンピオンシップ（第4代、第6代、第13代）（パートナーはDASH・チサコ→ハイジ・カトリーナ→響）

スターダム
- アーティスト・オブ・スターダム王座（第21代）（パートナーは花月、夏すみれ）

## 入場曲
- Showdown（GLEAT使用）
作詞・曲：アネモネ・モーニアン
- 妖魔の叫び （スターダム使用）
- feuDal lord（センダイガールズ使用）
- 空想メソロギヰ - 妖精帝國